# New Kit
New Kit is een appartementencomplex in Amsterdam Nieuw-West.
De naam verwijst naar de Opstandingskerk, vanwege haar vorm in de volksmond bekend als de Kolenkit. Het gebouw met haar puntige kerktoren vormde sinds de oplevering in 1956 een blikvanger aan het begin van de Bos en Lommerweg ten westen van het Bos en Lommerplein. Door de vele nieuwbouw met hoogbouw rondom dat plein raakte ze echter steeds meer uit zicht. New Kit vormt sinds 2012 een vervanger dan wel tegenhanger van die Kolenkit en staat aan het westelijk eind van de weg, op de hoek met de Leeuwendalersweg. De buurt werd gekenmerkt door de bouw van portiekwoningen met 3 à 4 bouwlagen. New Kit, gezien als baken, is echter 58 meter hoog en telt zeventien verdiepingen. Bovendien valt de toren op doordat zij "hellend" (Het Parool had het in 2012 over "Wonen uit het lood") opgetrokken is (9 graden uit het lood), terwijl de omliggende woningen en stratenpatroon rechthoekig zijn. Verder valt de kleur op, met haar bijna witte uiterlijk valt ze op ten opzichte van de bakstenen woningen die haar omringen. Opdrachtgever voor deze woontoren was Eigen Haard, die haar keus liet vallen op het ontwerp van HM Architecten (Will Weerkamp, Maarten van Noort, Henk Duijzer). De woningen zijn gelegen langs een centraal geplaatst trappenhuis en lift, dat zorgde voor hoofdbrekens, een verticale constructie in een toren die scheef staat. Er zijn bedrijfsruimten ingebouwd en de bovenste etages wordt in beslag genomen door penthouses.
In de toren bevonden zich tijdens oplevering zowel koop- als huurwoningen. De huurwoningen werden deels gebruikt voor huurders die elders in verband met stadsvernieuwing hun huizen gesloopt zagen worden.
Het gebouw werd genomineerd voor de Nieuwbouwprijs 2012 en Zuiderkerkprijs 2011. Het won beide prijzen niet. De Nieuwbouwprijs ging naar het Borneohof aan het Javaplein. Bij de Zuiderkerkprijs viel zij juist af vanwege haar opmerkelijke verschijnen; ze paste niet in de buurt. De winnaar was daar De Keyzer aan de Czaar Peterstraat.   